# Principe van Hamilton

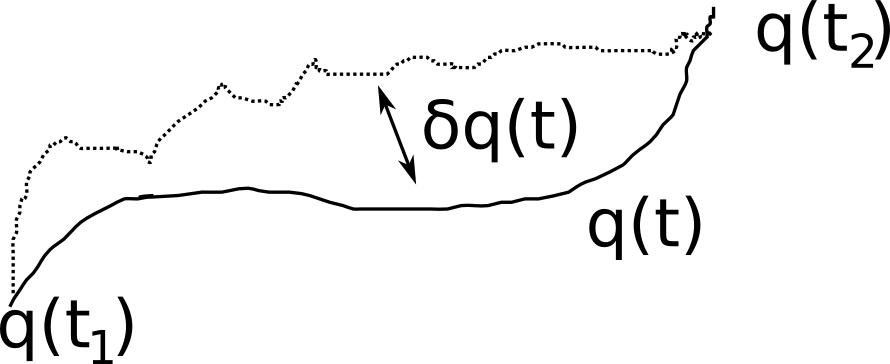

In de mechanica, een deelgebied van de natuurkunde, is het principe van Hamilton de formulering van de Ierse wiskundige William Rowan Hamilton (1805-1865) van het principe van de kleinste werking (zie dit artikel voor historische formuleringen).
Het wijst erop dat de dynamiek van een natuurkundig systeem wordt bepaald door een variatieprobleem voor een functionaal, die is gebaseerd op een enkele functie, de Lagrangiaan, die alle natuurkundige informatie over het systeem en de krachten, die er op inwerken, bevat. Dit variatieprobleem is gelijkwaardig aan en zorgt ook voor de afleiding van de differentiële bewegingsvergelijkingen van dit natuurkundig systeem.
Hoewel oorspronkelijk ontwikkeld voor de klassieke mechanica, is het principe van Hamilton ook van toepassing op klassieke velden, zoals de elektromagnetische en de zwaartekracht velden. Het principe is zelfs uitgebreid naar de kwantummechanica, kwantumveldentheorie en "kritieke" theorieën.